# Mesterholdenes Europa Cup i håndbold 1992-93 (kvinder)
Mesterholdenes Europa Cup i håndbold 1992-93 for kvinder var den 33. udgave af Mesterholdenes Europa Cup i håndbold for kvinder. Turneringen havde deltagelse af 20 hold, som var blevet nationale mestre sæsonen forinden, samt de østrigske sølvvindere, og den blev afviklet som en cupturnering, hvor alle opgørene blev afviklet over to kampe, hvor holdene mødtes både ude og hjemme.
Turneringen blev vundet af Hypobank Südstadt fra Østrig, som i finalen over to kampe besejrede Vasas SC fra Ungarn med 40-25. Det var fjerde gang i turneringens historie, at Hypobank Südstadt sikrede sig titlen, og det var syvende sæson i træk, at det østrigske hold var i finalen.
Danmarks repræsentant i turneringen var de danske mestre fra GOG, som blev slået ud i kvartfinalen af TuS Walle Bremen fra Tyskland.

## Resultater

### 1/16-finaler
| Dato   | Dato   | Hjemmehold i 1. kamp | Udehold i 1. kamp | Resultat | Resultat | Resultat |
| 1.kamp | 2.kamp | Hjemmehold i 1. kamp | Udehold i 1. kamp | Samlet   | 1.kamp   | 2.kamp   |
| ------ | ------ | -------------------- | ----------------- | -------- | -------- | -------- |
| ?      | 4.10.  | KF Víkingur          | Bækkelagets SK    | 27–60    | 13-30    | 14-30    |
| ?      | ?      | Hapoel Rishon LeZion | LC Brühl          | 21–68    | 12-32    | 09-36    |
| ?      | ?      | GOG                  | HC Kiffen         | 74–35    | 32-16    | 42-19    |
| ?      | ?      | WAT Fünfhaus         | Vasas SC          | ?–?      | 17-15    | ?        |
| 26.9.  | 4.10.  | SL Benfica           | Mar Valencia      | 49–65    | 22-27    | 27-38    |

### Ottendedelsfinaler
| Dato   | Dato   | Hjemmehold i 1. kamp    | Udehold i 1. kamp | Resultat | Resultat | Resultat |
| 1.kamp | 2.kamp | Hjemmehold i 1. kamp    | Udehold i 1. kamp | Samlet   | 1.kamp   | 2.kamp   |
| ------ | ------ | ----------------------- | ----------------- | -------- | -------- | -------- |
| ?      | ?      | Universitatea din Bacău | Hypobank Südstadt | 32–70    | 16-36    | 16-34    |
| ?      | 18.1.  | Kuban Krasnodar         | Bækkelagets SK    | 33–39    | 17-19    | 16-20    |
| 10.1.  | ?      | Mar Valencia            | Lokomotiva Zagreb | ?–?      | 28-15    | ?        |
| ?      | ?      | EKS Start Ebląg         | LC Brühl          | 38–38    | 21-13    | 17-25    |
| ?      | ?      | GOG                     | ?                 | ?–?      | ?        | ?        |
| ?      | ?      | TuS Walle Bremen        | ?                 | ?–?      | ?        | ?        |
| ?      | ?      | USM Gagny               | ?                 | ?–?      | ?        | ?        |
| ?      | ?      | Vasas SC                | ?                 | ?–?      | ?        | ?        |

### Kvartfinaler
| Dato   | Dato   | Hjemmehold i 1. kamp | Udehold i 1. kamp | Resultat | Resultat | Resultat |
| 1.kamp | 2.kamp | Hjemmehold i 1. kamp | Udehold i 1. kamp | Samlet   | 1.kamp   | 2.kamp   |
| ------ | ------ | -------------------- | ----------------- | -------- | -------- | -------- |
| ?      | 28.2.  | Bækkelagets SK       | Hypobank Südstadt | 36–59    | 20-22    | 16-37    |
| 20.2.  | 27.2.  | EKS Start Ebląg      | Mar Valencia      | 33–52    | 17-21    | 16-31    |
| ?      | 28.2.  | TuS Walle Bremen     | GOG               | 36–36    | 19-12    | 17-24    |
| ?      | 28.2.  | Vasas SC             | USM Gagny         | 46–39    | 25-21    | 21-18    |

### Semifinaler
| Dato   | Dato   | Hjemmehold i 1. kamp | Udehold i 1. kamp | Resultat | Resultat | Resultat |
| 1.kamp | 2.kamp | Hjemmehold i 1. kamp | Udehold i 1. kamp | Samlet   | 1.kamp   | 2.kamp   |
| ------ | ------ | -------------------- | ----------------- | -------- | -------- | -------- |
| 4.4.   | 11.4.  | Hypobank Südstadt    | Mar Valencia      | 49–31    | 26-14    | 23-17    |
| ?      | ?      | TuS Walle Bremen     | Vasas SC          | 31–36    | 13-14    | 18-22    |

### Finale
| Dato   | Dato   | Hjemmehold i 1. kamp | Udehold i 1. kamp | Resultat | Resultat | Resultat |
| 1.kamp | 2.kamp | Hjemmehold i 1. kamp | Udehold i 1. kamp | Samlet   | 1.kamp   | 2.kamp   |
| ------ | ------ | -------------------- | ----------------- | -------- | -------- | -------- |
| 9.5.   | 15.5.  | Vasas SC             | Hypobank Südstadt | 25–40    | 14-17    | 11-23    |